# Kåfjord
Kåfjord ou Kåfjord kommune, em sami Gáivuotna ou Gáivouna suohkan, é uma comuna da Noruega, com 997 km² de área e 2 248 habitantes (2008).